# Flancourt-Catelon
Flancourt-Catelon è un ex comune francese di 479 abitanti situato nel dipartimento dell'Eure nella regione della Normandia. Dal 1º gennaio 2016 è stato accorpato ai comuni di Épreville-en-Roumois e Bosc-Bénard-Crescy, per formare il nuovo comune di Flancourt-Crescy-en-Roumois.

## Società

### Evoluzione demografica
Abitanti censiti